# Karimaranahalli, Channarayapatna
Karimaranahalli là một làng thuộc tehsil Channarayapatna, huyện Hassan, bang Karnataka, Ấn Độ.